# Filmåret 1966

## Academy Awards/Oscari urval (komplett lista)
| Kategori                   | Vinnare                                                  |
| -------------------------- | -------------------------------------------------------- |
| Bästa film:                | En man för alla tider                                    |
| Bästa regi:                | Fred Zinnemann (En man för alla tider)                   |
| Bästa manliga huvudroll:   | Paul Scofield (En man för alla tider)                    |
| Bästa kvinnliga huvudroll: | Elizabeth Taylor (Vem är rädd för Virginia Woolf?)       |
| Bästa manliga biroll:      | Walter Matthau (Storsvindlarna)                          |
| Bästa kvinnliga biroll:    | Sandy Dennis (Vem är rädd för Virginia Woolf?)           |
| Bästa utländska film:      | En man och en kvinna (Un homme et une femme) (Frankrike) |

## Årets filmer

### A - G
- Andra andningen
- Born Free
- Brinner Paris?
- Den fantastiska resan
- Den gode, den onde, den fule
- Den levande skogen
- Den ödesdigra klockan
- Follow Me, Boys!

### H - N
- Heja Roland!
- Hundertwasser - liv i spiraler (Hundertwasser – Leben in Spiralen) av Ferry Radax
- Jag – en älskare
- Kungen kommer tillbaka
- Made in USA
- Modesty Blaise
- Nattlek

### O - U
- Oj oj oj eller Sången om den eldröda hummern
- Persona
- Prinsessan
- Ska' ru' me' på fest?
- Skynda långsamt grabben
- Storsvindlarna
- Susanne Simonin, la Religieuse de Denis Diderot
- Syskonbädd 1782
- Tjorven och Mysak
- Trettio pinnar muck

### V - Ö
- Vem är rädd för Virginia Woolf?
- Åsa-Nisse i raketform[1]

## Födda
- 1 januari – Embeth Davidtz, amerikansk skådespelare.
- 12 januari
  - Olivier Martinez, fransk skådespelare.
  - Rob Zombie, amerikansk musiker och regissör.
- 13 januari – Patrick Dempsey, irländsk-amerikansk skådespelare.
- 22 januari – Billy Zane, amerikansk skådespelare.
- 27 januari – Tamlyn Tomita, amerikansk skådespelerska.
- 11 februari – Reuben Sallmander, svensk skådespelare.
- 24 februari – Billy Zane, skådespelare.
- 25 februari – Téa Leoni, amerikansk skådespelare.
- 2 mars – Howard Bernstein, brittisk musik- och filmproducent.
- 11 mars – Anna Ulrica Ericsson, svensk skådespelare.
- 21 mars
  - Shobhana Chandrakumar, indisk skådespelare.
  - Tomas Tivemark, svensk skådespelare, manusförfattare, filmproducent och kompositör.
- 26 mars – Michael Imperioli, amerikansk skådespelare.
- 8 april – Robin Wright, amerikansk skådespelare.
- 3 maj – Lotta Östlin, svensk skådespelare.
- 8 maj – Rafael Edholm, svensk skådespelare, regissör, manusförfattare och fotomodell.
- 11 maj – Malin Berghagen, svensk skådespelare.
- 16 maj – Janet Jackson, amerikansk sångerska och skådespelare.
- 23 maj – Richard Paulson, svensk regissör och manusförfattare.
- 26 maj – Helena Bonham Carter, brittisk skådespelare.
- 11 juni – Greg Grunberg, amerikansk skådespelare.
- 17 juni – Jason Patric, amerikansk skådespelare.
- 22 juni – Annika Kofoed, svensk skådespelare.
- 25 juni – Zhiwen Wang, kinesisk skådespelare.
- 27 juni – J.J. Abrams, amerikansk regissör, manusförfattare och skådespelare.
- 28 juni
  - John Cusack, amerikansk skådespelare.
  - Mary Stuart Masterson, amerikansk skådespelare.
- 9 juli
  - Pamela Adlon, amerikansk skådespelare och regissör.
  - Fyr Thorwald, svensk skådespelare och producent.
- 14 juli – Matthew Fox, amerikansk skådespelare.
- 15 juli – Irène Jacob, schweizisk skådespelare.
- 4 augusti – Kalle Westerdahl, svensk skådespelare.
- 14 augusti – Halle Berry, amerikansk skådespelare.
- 19 augusti – Chi An Gramfors, svensk journalist, recensent och manusförfattare.
- 2 september – Salma Hayek, mexikansk skådespelare.
- 5 september – Karin Bjurström, svensk skådespelare och sångerska.
- 9 september – Adam Sandler, amerikansk skådespelare och producent.
- 18 september – Tomas Fryk, svensk skådespelare.
- 25 september – Jason Flemyng, brittisk skådespelare.
- 14 oktober – Justine Kirk, svensk skådespelare, programpresentatör på SVT.
- 19 oktober – Jon Favreau, amerikansk skådespelare och regissör.
- 12 november – David Schwimmer, amerikansk skådespelare.
- 17 november – Sophie Marceau, fransk skådespelare.
- 23 november – Vincent Cassel, fransk skådespelare.
- 7 december – C. Thomas Howell, amerikansk skådespelare.
- 11 december – Gary Dourdan, amerikansk skådespelare.
- 21 december – Kiefer Sutherland, kanadensisk skådespelare.
- 31 december – Lars Yngve Johansson, svensk manusförfattare, kompositör och musiker.

## Avlidna
- 1 februari – Buster Keaton, amerikansk stumfilmsskådespelare och filmmakare.
- 14 februari
  - Frithiof Bjärne, svensk skådespelare.
  - Hugo Björne, svensk skådespelare.
- 21 februari – Jules Gaston Portefaix, svensk skådespelare och manusförfattare.
- 28 februari – Schamyl Bauman, svensk manusförfattare, producent, filmklippare och regissör.
- 3 mars – Gustaf Wally, svensk dansör, skådespelare, revyaktör, regissör och teaterchef.
- 26 mars – Ragnar Falck, svensk skådespelare, regiassistent och produktionsledare.
- 4 april – Lorens Marmstedt, svensk regissör, manusförfattare och filmproducent.
- 5 april – Siv Thulin, svensk skådespelare.
- 6 april – John Melin, svensk skådespelare.
- 15 maj – Alli Halling, svensk skådespelare.
- 27 maj – Sven Melin, svensk skådespelare och sångare.
- 30 juni – Nils Idström, svensk skådespelare, författare och manusförfattare.
- 15 juli – Sten Looström, svensk skådespelare.
- 31 juli – Lars Görling, svensk författare, regissör och manusförfattare.
- 14 augusti – Bertil Ehrenmark, svensk skådespelare.
- 4 september – Martin Sterner, svensk skådespelare och teaterledare.
- 9 september – Folke Algotsson, svensk tecknare och skådespelare.
- 13 september – Wiktor Andersson, svensk skådespelare.
- 22 september
  - Katie Rolfsen, norsk-svensk skådespelare.
  - Cléo de Mérode, fransk dansare.
- 18 oktober – Christian Bratt, svensk skådespelare och sångare.
- 11 november – John Norrman, svensk skådespelare.
- 19 november – Robert Ryberg, svensk skådespelare och teaterdirektör.
- 30 november – Hildur Lithman, svensk skådespelare.
- 4 december – Nils Jerring, svensk skådespelare och regissör.
- 15 december – Walt Disney, tecknare och filmproducent.
- 17 december – Gösta Ström, svensk skådespelare och inspicient.

### Fotnoter
1. ↑  IMDB, läst 29 februari 2012